# Caenohalictus oresicoetes
Caenohalictus oresicoetes är en biart som först beskrevs av Jesus Santiago Moure 1943.  Caenohalictus oresicoetes ingår i släktet Caenohalictus och familjen vägbin. Inga underarter finns listade.